# Испанска марка
Испанската марка (на латински: Marca Hispanica, Gothien), наричана и Готия, е политическо-военен граничен регион на Франкската империя на Иберийския полуостров. През 801 г. римско-немският император Карл Велики основава тази гранична марка (вж. марка (териториална единица)), за да се защитават границите на Барселона в днешна Каталония против маврите в Ал-Андалус, останалата част на Испания.
Територията на Испанската марка обхваща графствата:
- Барселона
- Берга
- Бесалу
- Сердания
- Конфлент
- Ампуриас
- Гирона
- Манреса
- Осона
- Паларс
- Расес
- Рибагорса
- Русильон и
- Ургел

Тези графства са били зависими от Каролингските монарси. Най-важна роля играе след това Графство Барселона.
Управлението на графствата упражняват първо местните или вестготските благородници.